# Mariano Medrano
Mariano Medrano (Buenos Aires, 8 de septiembre de 1767 - 7 de abril de 1851) fue un sacerdote católico argentino, obispo de Buenos Aires entre 1829 y 1851.

## Carrera eclesiástica
Mariano Medrano y Cabrera nació en Buenos Aires el 8 de septiembre de 1767, hijo de Pedro Medrano y  Victoriana Cabrera, y hermano del abogado y escritor Pedro Medrano; estudió en el Colegio de Monserrat de Córdoba; se doctoró en derecho canónico y teología en la Universidad Mayor Real y Pontificia San Francisco Xavier de Chuquisaca en 1788, y de regreso en Buenos Aires el 17 de diciembre de 1791 fue ordenado sacerdote por el obispo Manuel Azamor y Ramírez.
Fue profesor de filosofía en el Colegio de San Carlos de Buenos Aires, y difundió las ideas del jesuita Francisco Suárez, a través de las cuales influyó en la formación de la idea de independencia en la juventud porteña. El 10 de mayo de 1804 fue designado por el obispo Benito Lué y Riega cura interino de la parroquia de San Nicolás de Bari. Permaneció en ese puesto hasta el 16 de noviembre de 1808, cuando fue nombrado cura rector de Nuestra Señora de la Piedad, en donde permaneció 22 años como párroco y se mantuvo alejado de los vaivenes políticos de la primera década revolucionaria. Era un cura muy culto y preparado, y se lo reconocía como una autoridad religiosa.
Medrano adhirió a la Revolución de mayo de 1810, de manera similar a la mayoría de los sacerdotes de la época pero en contra de la posición del obispo Lue.
Con la muerte de Lué se inició un largo período en que la sede careció de obispo, de manera similar a lo ocurrido en la mayoría de las diócesis americanas que se sumaban a la lucha por la emancipación dado que en teoría, en virtud del Real Patronato Indiano la Santa Sede debía nombrar a los obispos sobre propuestas del rey de España. De acuerdo a lo establecido por el Concilio de Trento a la muerte del obispo el Cabildo eclesiástico, integrado por los canónigos de la Catedral, debía elegir un presbítero como provisor o vicario capitular para atender los asuntos urgentes. 
Los sucesivos provisores fueron Diego Estanislao de Zavaleta (del 30 de marzo de 1812 al 26 de marzo de 1815), José Valentin Gómez (9 de febrero al 18 de abril de 1815), José Leon Planchón (25 de abril al 4 de diciembre de 1815), Domingo Victorio Achega (19 de diciembre de 1815 al 19 de diciembre de 1817), Juan Dámaso Fonseca (25 de diciembre de 1817 al 11 de agosto de 1821) y nuevamente José Valentín Gómez (17 de agosto de 1821 al 21 de junio de 1822).
El 7 de junio de 1822 Mariano Medrano fue nombrado Provisor eclesiástico a cargo del gobierno del obispado, conservando su parroquia. Enseguida tuvo un serio conflicto con el gobierno: cuando el ministro Bernardino Rivadavia presentó el proyecto de reforma eclesiástica a la legislatura, Medrano presentó un escrito enérgico, que hizo publicar por la prensa, negando el derecho del gobierno a reformar la organización de la Iglesia católica, o participar de cualquier modo en su organización interna.
Pero, a pedido de Rivadavia, la legislatura – dirigida por Valentín Gómez – ordenó al cabildo eclesiástico deponer a Medrano. La orden fue acatada el 14 de octubre de ese mismo año siendo reemplazado por Diego Estanislao Zavaleta, que autorizó sin oposición la reforma eclesiástica.
La reforma fue aprobada: eliminación del fuero eclesiástico, por lo que todos los prelados quedaban sujetos a los tribunales civiles; cierre de todos los conventos que no superaran cierto número de frailes; supresión del diezmo; disolución de las órdenes que se quedaran sin conventos, etc.
A principios del año siguiente pasó por Buenos Aires el nuncio apostólico, monseñor Giovanni Muzi, que se interiorizó de la actitud de Medrano. Poco después y con autorización papal, encontrándose aún en Montevideo, el 5 de febrero de 1825 lo nombró Delegado Apostólico del Río de la Plata, vicario y gobernador de la sede episcopal. El nombramiento era secreto, pero Medrano lo mostró a todos los curas que apoyaban al gobierno, forzándolos a cambiar su posición, con lo que el gobierno y sus partidarios – como Gómez y Julián Segundo de Agüero, quedaron solos frente a un clero opositor.

## La larga ruta hacia el obispado
El 10 de abril de 1829 el gobernador Juan José Viamonte solicitó al papa Pío VIII el nombramiento de un nuevo obispo para la diócesis. El 7 de octubre de 1829 el papa nombró a Mariano Medrano como obispo pero no de Buenos Aires, sino de la inexistente diócesis de Aulón – una antigua sede episcopal, que estaba en manos de los musulmanes desde hacía siglos – para evitar discutir con el gobierno porteño la cuestión del Patronato Eclesiástico, es decir, el derecho que habían tenido los reyes de España para nombrar a los obispos. Junto a este título le dio, también, el de vicario apostólico, representante directo del Papa ante el gobierno.
Fue consagrado en Río de Janeiro el 26 de septiembre de 1830 por el nuncio apostólico en Brasil Monseñor Pedro Ostini.
Debió enfrentar la dura resistencia del cabildo eclesiástico, por lo que recién se pudo hacer cargo del puesto dos años más tarde.
Recién el 12 de agosto de 1831 Medrano obtuvo de Juan Manuel de Rosas la aprobación del gobierno para su nombramiento. El 2 de julio de 1832 el nuevo papa Gregorio XVI designó a Medrano obispo residencial de Buenos Aires, otorgándole como obispo auxiliar a Mariano José de Escalada, que pasó a ocupar el título de "Aulón".
Esta vez el choque se dio en el plano teórico, y el cabildo se negó a aceptar al obispo hasta que el Papa no reconociera el patronato al gobierno porteño.
Para dirimir la cuestión, el gobernador (nuevamente Viamonte) consultó a 39 jurisconsultos y teólogos, pidiéndoles que respondieran un cuestionario sobre el derecho de patronato de su gobierno, y sobre los límites de la autoridad del Papa. El resultado fue un enorme cúmulo de respuestas, de las que participaron figuras tan dispares como los abogados Pedro José Agrelo, Gregorio Tagle y Manuel Vicente Maza, y los teólogos Domingo Achega y José Acosta. La postura generalizada de las respuestas era favorable a la tesis que sostenía el patronato a favor del gobierno. La decisión final la tuvo que tomar un nuevo gobernador, Manuel Maza, que decidió sostener el derecho del gobierno a ejercer el patronato, pero que simultáneamente decidió aceptar a Medrano como obispo. 
Fue reconocido por el gobierno como obispo de Buenos Aires el 25 de mayo de 1834 y asumió como obispo en marzo de 1835, cuando ya el gobernador era nuevamente Juan Manuel de Rosas.

## La Iglesia en tiempos de Rosas
Casi todo su obispado efectivo coincidió con el gobierno de Rosas, cuya relación con la Iglesia era muy peculiar: le permitió controlar la organización interna de su diócesis sin condiciones, pero —a cambio— exigió una sumisión total de parte del clero, que fue absolutamente adicto al Partido Federal. Rosas no se inmiscuyó en las ordenaciones y nombramientos de los curas, pero en cambio expulsó a todos los que no se manifestaban totalmente rosistas.
Rosas no tuvo conflictos con las órdenes religiosas ya establecidas, pero invitó a los jesuitas en 1836, sólo para expulsarlos nuevamente de la provincia en 1840 por no sumarse a las campañas políticas del gobierno. Mantuvo importantes aportes de dinero a la Iglesia, pero autorizó que los curas —temerosamente adictos— decoraran con el distintivo federal sus iglesias y las imágenes de los santos. Incluso autorizó a sus partidarios más fanáticos colocar su retrato entre las imágenes de santos y vírgenes.
Si bien Medrano era sinceramente partidario de Rosas, los testimonios de sus allegados coinciden en que le repugnaba la obsecuencia hacia el gobernador. Pero no supo encontrar la forma de detener los actos de adulación y sumisión al Restaurador, y prefirió mantener la paz interna de la Iglesia.
Medrano retomó las visitas pastorales interrumpidas desde 1804, aunque limitadas por las restricciones del gobierno y las propias de su avanzada edad a las parroquias y monasterios de la ciudad y la campaña cercana, impulsó las gestiones necesarias para restablecer los estudios eclesiásticos y erigió la parroquia de Nuestra Señora de Balvanera.
En sus últimos años sufría los efectos de la vejez, por lo que dejó de cumplir con sus obligaciones. El nuevo Papa, Pío IX, era un decidido enemigo del patronato y partidario del poder absoluto del papado. Al ver la pasividad de Medrano frente al poder de Rosas, lo amonestó severamente en una carta pastoral de septiembre de 1850. Más tarde se interpretó esa carta como una manifestación contraria al régimen de Rosas, cuando realmente se trataba de un gesto de afirmación de la autoridad papal frente a las pretensiones de las nuevas naciones americanas de continuar con la autonomía eclesiástica de la antigua metrópoli.
Con múltiples achaques y sufriendo ya sordera y ceguera, enfermó gravemente y falleció a los pocos días, en la mañana del 7 de abril de 1851, a los 83 años de edad. Tras ser velado varios días fue sepultado en un funeral solemne el 12 de abril en la iglesia de la Piedad, junto a los restos de su madre.
El 14 de abril el Senado eclesiástico eligió como vicario capitular al canónigo Miguel García, provisor del obispado, vicario general y partidario de Rosas.
Recién el 23 de junio de 1854 Pío IX designó sucesor en la persona de Mariano José de Escalada Bustillo y Zeballos, quien tomó posesión de su sede el 18 de noviembre de 1855.